# رومانيا في العصور الوسطى المبكرة
بدأت العصور الوسطى المبكرة بانسحاب الإدارة والقوات الرومانية من إقليم داقيا في سبعينيات القرن الثالث. وصلت في الألفية التالية سلسلة من الشعوب، سيطر معظمهم على اثنان أو ثلاثة فقط من المناطق التاريخية العشرة التي تشكل حاليًا رومانيا. خضع المجتمع والثقافة خلال هذه الفترة إلى تغييرات أساسية. انتهت حياة المدينة مع انسحاب رومانيا في داقيا، وفي سيثيا الصغرى- المقاطعة الرومانية الأخرى في أراضي رومانيا الحالية- بعد 400 عام لاحقًا. اختفت الأوعية الجميلة المصنوعة على عجلات الفخاري السريعة وسادت الأواني الفخارية يدوية الصنع منذ خمسينيات القرن الخامس. تغيرت طقوس الدفن أكثر من مرة من حرق الجثث والدفن وبالعكس، حتى أصبح دفن الجثث هو السائد بحلول نهاية القرن العاشر.
كانت قبائل القوط والغبيديين الجرمانية الشرقية، التي عاشت في مجتمعات مستقرة، هي أول الواصلين إليها. سيطر القوط على إمارة البغدان والأفلاق منذ تسعينيات القرن الثالث، وعلى أجزاء من ترانسيلفانيا منذ ثلاثينيات القرن الرابع. انهارت قوتهم تحت هجمات شعوب الهون الرحالة في عام 376. سيطر الهون على أوروبا الوسطى والشرقية منذ نحو عام 400، لكن إمبراطوريتهم تفككت في عام 454. سيطر الغيبيديون بعد ذلك على المناطق الواقعة غرب جبال الكاربات- وهي بانات، وكريسانا وترانسلفانيا- وإقليم أولتينيا. أصبحت الأراضي الواقعة شرقي الجبال خلال قرن مراكز مهمة لشعوب الآنتس والشعوب السلافية. تعد أسماء الماءة والأماكن التي تنحدر من أصل سلافي إثباتات على الوجود الأولي الوحيد للسلافيين في المناطق الواقعة غربي جبال الكاربات.
استعبد العفار الرحالة الغيبيديين في عام 568 وسيطرو على حوض الكاربات حتى نحو عام 800. أسس البلغاريون أيضًا إمبراطورية قوية في سبعينيات القرن السابع والتي شملت دوبروجا وأقاليم أخرى على طول نهر الدانوب السفلي. اعتمدت بلغاريا بشكل رسمي الأرثوذكسية الشرقية بديلًا عن المسيحية في عام 864. أجبر نزاع مسلح وقع بين بلغاريا والهنغاريين الرحالة، الأخيرة على مغادرة سهوب البونتيك وبدأوا غزو حوض الكاربات في نحو عام 895. نتج عن غزوهم ظهور أول إشارة لوجود كيان سياسي حكمه دوق روماني اسمه غيلو، وقد تم تسجيله بعد عدة قرون في الصكوك الهنغارية (Gesta Hungarorum). يشير المصدر نفسه إلى وجود السيكيليين في كريسانا في نحو عام 895. تم تسجيل أولى الإشارات المعاصرة إلى الرومانيين -الذين كانوا يعرفون باسم الفلاش- في المناطق التي تشكل حاليًا رومانيا في القرن الثاني عشر والثالث عشر. تكثر الإشارات إلى الفلاش الذين سكنوا في الأراضي الواقعة جنوب الدانوب السفلي في الفترة نفسها.
تم ضم مناطق بانات، وكريسانا، وترانسلفانيا إلى مملكة هنغاريا في القرن الحادي عشر. تعرضت هذه المناطق لغارات نهب من شعوب البجناك والكومان، الذين سيطروا على الأراضي المنخفضة شرق الجبال. شجع الملوك الهنغاريون هجرة المستوطنين الأوروبيين الغربيين إلى ترانسلفانيا منذ خمسينيات القرن الثاني عشر. حصل أحفاد المستوطنين، الذين كانوا يعرفون بسكسون ترانسيلفانيا منذ بدايات القرن الثالث عشر، على امتيازات جماعية منذ عام 1224. تم نقل السيكيليين إلى المناطق الواقعة في أقصى شرق المملكة، بسبب استيطان السكسونيين في أراضيهم السابقة. ترك ظهور الإمبراطورية المغولية في سهول أوراسيا في العقود الأولى من القرن الثالث عشر آثار دائمة في تاريخ المنطقة. أخضع المغول شعب الكنجاك في ثلاثينيات القرن الثالث عشر ودمروا العديد من المستوطنات في أنحاء مملكة هنغاريا في عامي 1241 و1242، وبذلك انتهت العصور الوسطى.

## خلفية

### المقاطعات الرومانية والقبائل المحلية
بدأت الاتصالات بين الإمبراطورية الرومانية- التي تطورت لتصبح أكبر إمبراطورية في تاريخ أوروبا- والسكان الأصليين للمناطق التي تشكل حاليًا ما يسمى رومانيا في القرن الثاني قبل الميلاد. كان يسكن هذه المناطق الداقيون والباستارنيون وشعوب أخرى شكلت غزواتهم تهديدًا للإمبراطورية. حاول الرومان في البداية تأمين حدودهم بوسائل مختلفة، بما فيه إنشاء مناطق عازلة. في النهاية، قرروا أن ضم أراضي هؤلاء «البرابرة» الشرسين كان أفضل إجراء. كانت أراضي الغيتيين (القوط الشرقيين) بين نهر الدانوب والبحر الأسود (دوبروجا الحديثة) هي أول المناطق التي ضمت إلى الإمبراطورية. تم إلحاقها بمقاطعة مويسيا الرومانية عام 46 م.
كانت منطقة الدانوب السفلي تشكل الحد الفاصل بين الإمبراطورية و«مناطق البرابرة» حتى قرر الإمبراطور تراجان توسيع الجبهات لتمتد إلى الأراضي التي تخضع لسيطرة مملكة داقية. حقق هدفه من خلال حملتين عسكريتين، انتهت الثانية بينهما بإبادة دولة داقية وتأسيس مقاطعة داقية في عام 106. شملت أولتينيا وأجزء كبيرة من بانات، وترانسيلفانيا والأفلاق. وصل العديد من المستوطنين «من جميع أنحاء العالم الروماني» واستقروا في المقاطعة الجديدة في العقود التالية.
كانت داقية تقع على الحدود الطبيعية للإمبراطورية. كانت محاطة بالقبائل المحلية التي تقطن مناطق كريسانا، وماراموريش وإمارة البغدان، التي تعد الآن جزءًا من رومانيا. نهبت القبائل المجاورة بما فيها الكاربين والسارماتيين في ثلاثينيات القرن الثالث، والقوط في خمسينيات القرن الثالث، مقاطعة داقية. تم اختصار الحدود لأغراض دفاعية، بدأ انسحاب الجيوش الرومانية من داقية في ستينيات القرن الثالث. انتهى وجود المقاطعة بشكل رسمي تحت حكم الإمبراطور أوريليان (270-275) الذي «سحب الرومان من مدن وأرياف داقية». بقيت غاريسونز الواقعة في دروبيتا وسوسيدافا على الضفة الشمالية للنهر.